# Kdyně
Kdyně (in tedesco Neu Gedein) è una città della Repubblica Ceca facente parte del distretto di Domažlice, nella regione di Plzeň.